# Rhinesuchidae
I rinesuchidi (Rhinesuchidae) sono una famiglia di anfibi estinti appartenenti ai temnospondili, conosciuta esclusivamente attraverso resti fossili provenienti dal Sudafrica, ritrovati in strati del Permiano superiore e del Triassico inferiore (258 - 246 milioni di anni fa). 

## Descrizione
Di grandi dimensioni (non di rado raggiungevano i due metri di lunghezza) questi animali possedevano grandi corpi appiattiti, piccole zampe corte e grandi teste piatte e allungate, armate di denti acuminati. In sostanza, potevano assomigliare a un bizzarro incrocio tra una grande salamandra e un coccodrillo. Gli occhi erano piccoli e rivolti verso l'alto, posizionati nella parte superiore del cranio. Il pube era notevolmente ossificato, ma i polsi e le ginocchia lo erano solo parzialmente. Queste caratteristiche indicherebbero un habitat prettamente acquatico per questi animali: forse i rinesuchidi rimanevano immobili sul fondo dei fiumi, per poi avventarsi sulle prede che passavano sopra le loro teste. 

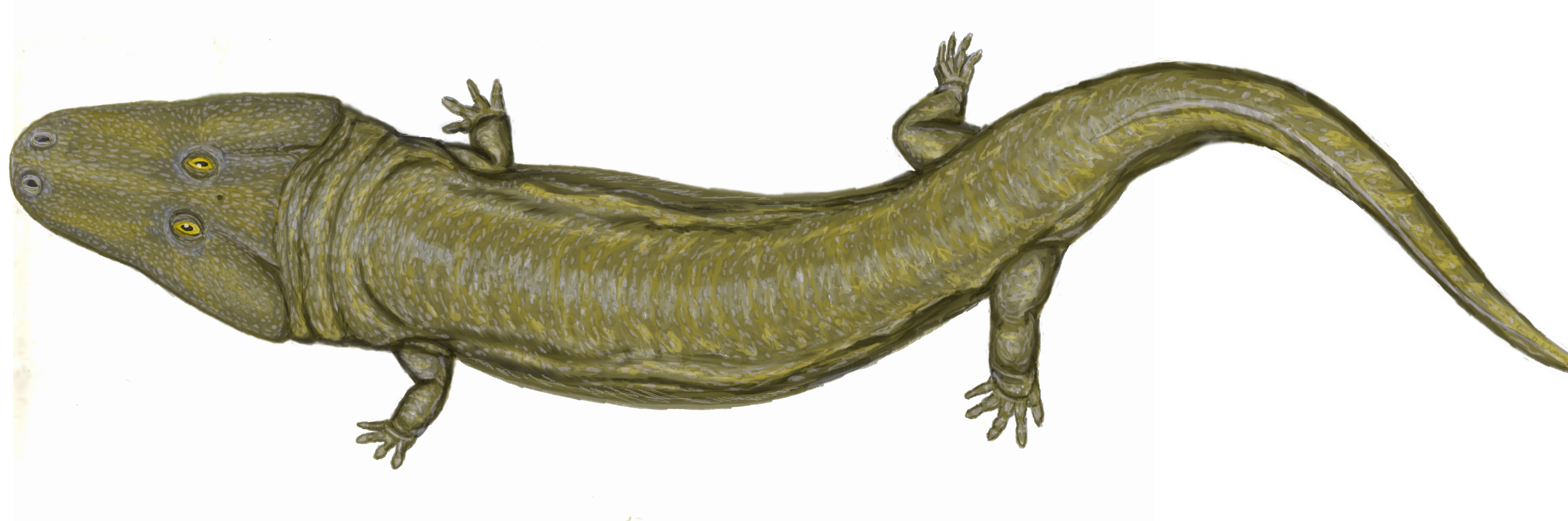
Uranocentrodon senekalensis

## Classificazione
I rinesuchidi, morfologicamente, sono ritenuti essere forme di transizione tra i grandi eriopidi (Eryopidae), anfibi dalle abitudini semiacquatiche del Permiano ma dalla locomozione tipicamente terrestre, e i più specializzati mastodontosauroidi (Mastodonsauroidea), tipici del Triassico e compiutamente acquatici. Il cranio degli eriopidi, ad esempio, era più corto e pesante di quello dei rinesuchidi; il capo dei mastodontosauri, infine, era ancora più lungo e leggero di quello dei loro presunti predecessori.

## Paleobiologia
Nel 2013 è stato descritto uno scheletro ben conservato del rinesuchide Broomistega accanto a uno scheletro del cinodonte Thrinaxodon (uno stretto parente dei mammiferi) conservatisi in un'impronta di una tana. L'esemplare molto probabilmente era entrato nella tana mentre il cinodonte era in uno stato di estivazione simile al letargo, e successivamente un'improvvisa inondazione riempì la tana con il sedimento, così da conservare entrambi i corpi insieme (Fernandez et al., 2013).